# Batalhão de Rangers Bushehr da Marinha
O Batalhão de Rangers Bushehr da Marinha (em persa: گردان تکاوران دریایی بوشهر; romaniz.: Gurdan Tkeawran Draaaa Bwshhr) é uma das unidades comando da Marinha iraniana. O batalhão teve um importante papel operacional nos primeiros meses da Guerra Irã-Iraque e um papel proeminente na Libertação de Khorramshahr.
Um dos seus comandantes históricos foi o Capitão Hooshang Samadi.

## Operação Morvarid
Durante a Operação Morvarid ("Pérola") na Guerra Irã-Iraque, o Batalhão de Rangers Bushehr da Marinha desempenhou um papel proeminente na captura e destruição de duas docas iraquianas, Al-Bakr e Al-Amiyah.

## Defendendo Khorramshahr
Na Guerra Irã-Iraque, o Batalhão de Rangers Boushehr da Marinha chegou a Khorramshahr em 22 de setembro de 1980, com cerca de 700 funcionários. Khorramshahr foi finalmente ocupada pelo exército iraquiano em 26 de outubro de 1980, após 34 dias de resistência e combates de rua contra eles. Na manhã de 26 de outubro de 1980, depois de ajudar as pessoas a evacuar a cidade, os militares do Batalhão Boushehr foi o último a deixar a cidade de barco. Na batalha pela defesa de Khorramshahr, 300 pessoas ficaram feridas e 76 foram mortas apenas pelo pessoal do Batalhão de Rangers Boushehr da Marinha.

## Galeria

Rangers da Marinha em Khorramshahr.
Rangers da Marinha durante a Guerra Irã-Iraque.
Rangers da Marinha usando suas boinas verdes.
Rangers da Marinha com outros combatentes na Guerra Irã-Iraque.
Rangers da Marinha após a libertação de Khorramshahr.
Rangers da Marinha posando em meio a escombros.
Rangers da Marinha posando com um canhão sem recuo em um veículo.
Rangers da Marinha posando com um veículo.
Rangers da Marinha posando com um canhão sem recuo em um jipe.
Rangers da Marinha posando com armamentos na Guerra Irã-Iraque.
Rangers da Marinha em combate na Guerra Irã-Iraque.
Ranger da Marinha disparando um RPG-7.